# King Kunta
King Kunta è un singolo del rapper statunitense Kendrick Lamar, pubblicato nel 2015 ed estratto dall'album To Pimp a Butterfly.

## Video musicale
Il video musicale della canzone, diretto dal regista canadese Director X, è stato girato a Compton (California).

## Tracce
1. King Kunta – 3:54